# Nintendo SA-1

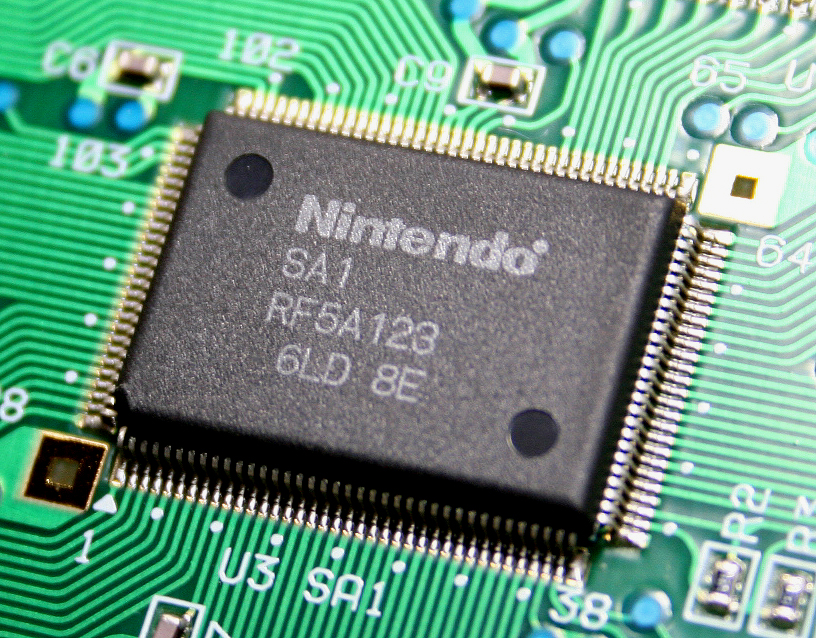
Chip SA-1

O Nintendo SA-1 é um co-processador utilizado em alguns cartuchos do Super Nintendo, cartuchos esses que possuem contatos adicionais laterais. Ele adiciona 10 MHz de velocidade aos 3,58 MHz do processador do Super Nintendo. É utilizado em 34 jogos, como Itoi Shigesato's Bass Turi No 1, Kirby's Dream Land 3, Super Mario RPG: Legend of the Seven Stars e outros.
Semelhante à CPU 5A22 no console SNES, o SA1 contém um núcleo de processador baseado no 65C816 com vários temporizadores programáveis. O SA1 não funciona como uma CPU escrava para o 5A22; ambas podem interromper uma à outra independentemente.
O SA1 também apresenta uma gama de aprimoramentos sobre o 65C816 padrão:
- Velocidade de clock de 10,74 MHz, comparada com a máxima da 5A22 de 3,58 MHz
- RAM mais rápida, incluindo 2KBytes de RAM interna
- Capacidades de mapeamento de memória
- Armazenamento de dados e compactação limitados
- Novos modos de DMA, como transferência de bitmap para bit plane
- Funções aritméticas (multiplicação, divisão e cumulativas)
- Temporizador de hardware (como temporizador linear de 18 bits ou sincronizado com o PPU para gerar um IRQ em uma localização de linha de varredura H/V específica)
- Bloqueio CIC integrado, para proteção contra cópia e controle de marketing regional

O ROM hacker brasileiro Vitor Vilela é conhecido por melhorar jogos do console utilizando o chip, como Gradius III.